# Bolotnajaplein
Het Bolotnajaplein (Moerasplein) of Repinplein is een plein in Moskou. 

## Plein
Het plein is genoemd naar het gebied "Boloto" (dat "moeras" betekent). Het plein werd in het verleden gebruikt voor publieke executies zoals die van de rebel Stepan Razin in 1671 en Yemelyan Pugachev in 1775. Tot de aanleg van het Vodootvodny Kanaal overstroomde het gebied regelmatig. Vanaf de 19de eeuw werden verschillende winkels en magazijnen gebouwd. 
In 1958 werd in het midden van het plein een monument ter ere van Ilja Repin geplaatst. Hierdoor werd het plein in 1962 hernoemd tot Repinplein. In 1994 werden vele straatnamen herbekeken en kreeg ook het plein zijn oude naam terug. In 2001 werd een standbeeld van Mihail Chemiakin geplaatst.

## Protesten
- In 2011 en 2012 vonden er grote protesten na de Russische verkiezingen plaats.[1] Na de March of the Millions van 6 december 2012 werden meer dan 30 politieke deelnemers aangeklaagd in de Bolotnajaplein-zaak.[2]